# Selaginella exilis
Selaginella exilis är en mosslummerväxtart som beskrevs av John William Moore. Selaginella exilis ingår i släktet mosslumrar, och familjen mosslummerväxter. Inga underarter finns listade i Catalogue of Life.